# Sciences au Maghreb central
Les sciences au Maghreb central résultent de l'ensemble des productions savantes et des échanges scientifiques de l'Algérie médiévale (VIIIe au XVIe siècles) puis de la régence d'Alger (Al Jaza'ir) (après le XVIe siècle). En effet bénéficiant des apports d'Al Andalus, de l'orient musulman, de l'Europe et de l'Afrique subsaharienne, cette période de l'histoire de l'Algérie est celle d'échanges scientifiques et culturels intenses. Deux cités se distinguent particulièrement : Béjaïa et Tlemcen ; qui vont jouer le rôle de véritables métropoles et de carrefour sur le plan des sciences.
Outre l'astronomie, la médecine, les sciences religieuses, la sociologie et l'histoire, les mathématiques vont connaitre un essor important à cette époque. C'est en effet de Béjaïa que le savant italien Leonardo Fibonacci importe les chiffres arabes en Europe, en particulier dans une Italie médiévale encore dominée par la numération romaine.

## Contexte historique
Depuis le début du Moyen Âge, et la conquête musulmane de l'Afrique du Nord, deux pôles scientifiques principaux s'affirment et soumettent le Maghreb central à une concurrence rude sur le plan des savoirs. L'un à l'est structuré autour des villes de Kairouan et Mahdia ; l'autre à l'ouest autour de Fès, et Marrakech mais aussi Cordoue en Al Andalus. Diverses cités comportant un milieu intellectuel actif vont émerger au Maghreb central durant cette période : Tahert, Tlemcen, Tubna, M'sila, Achir, la Kalâa des Béni Hammad et Béjaïa.
L'effondrement de l'autorité des Omeyyades en Afrique du Nord, se traduit par l'apparition de diverses principautés, dont la principale au VIIIe siècle est le royaume rostémide (en 762), ayant pour capitale Tahert, en concurrence avec les Ifrenides de Tlemcen. Ce royaume disparaît lors de l'établissement de l'Empire Fatimide, puis des Zirides au Xe siècle. Les Zirides fondent diverses cités au Maghreb central, Achir, Alger, Médea ; deux branches parentes des Zirides fondent les villes de Grenade en Espagne (Zirides du royaume de Grenade) et de la Qal'a des Béni Hammad (Hammadides) en Algérie. Ces derniers établissent leur capitale à Béjaïa au XIe siècle.
À partir du XIIe siècle Tlemcen et Béjaïa deviennent prépondérantes dans les échanges intellectuels ; elles tirent parti de leur prospérité et de leur position sur le plan politique. Tlemcen, l'ancienne Pomaria romaine, outre son passé de capitale ifrenide (765-1066)  elle devient celle du royaume zianide (1235-1556). Elle est alors surnommée la « Grenade d'Afrique » (par analogie à la prestigieuse cité andalouse) ou encore la « perle du Maghreb ».
Béjaïa, l'antique Saldae, est l'ancienne capitale du royaume hammadide (1014-1152) ; c'est alors une cité prestigieuse, carrefour des caravanes venues d'Afrique ou d'Orient, mais également des navires venus des ports européens et andalous. La ville voit même à cette époque s'installer un dialogue inter-religieux entre les mondes chrétiens et musulmans. Par la suite Béjaïa devient le siège d'un émirat - « royaume de Bougie » - dissident et indépendant au sein des possessions hafsides du XIIIe au XVIe siècle ; quand elle n'est pas considérée comme une seconde capitale par ces derniers (après Tunis).

## Un rôle de production et de carrefour scientifique
Du IXe siècle au XVe siècle, les sciences, notamment celles dérivées des mathématiques (astronomie, calculs fractionnaires et algorithmes appliqués aux héritages, algèbre, géométrie et artisanat) vont connaître un essor au Maghreb central. Outre la culture d'érudition des grandes cités et de leurs savants, l'essor est en bonne partie dû à la circulation des hommes de science au sein du monde musulman et de l'occident méditerranéen qui amène à l’interaction et à l'émulation des savoirs. Les sciences du calcul et l'algèbre occupent une place importante à Béjaïa, les connaissances locales sont transmises à travers divers savants européens du Moyen Âge tardif et de la Renaissance. C'est le cas de Fibonacci dont la suite fut inspirée par les calculs des apiculteurs de la région de Béjaïa ou dans une version alternative par un problème local de comptage des lapins. Outre le mathématicien Fibonnacci (1170-1240), l'algébriste andalou Al Qurashi (mort vers 1184) y trouve refuge après la reconquista, le philosophe catalan Raymond Lulle (mort en 1315) vient y confronter ses idées philosophiques avec les savants locaux, et enfin le sociologue Ibn Khaldoun (1332-1406) en devient hadjeb (premier ministre).

## Les principaux centres scientifiques du Maghreb Central

### Qal'a des Beni Hammad

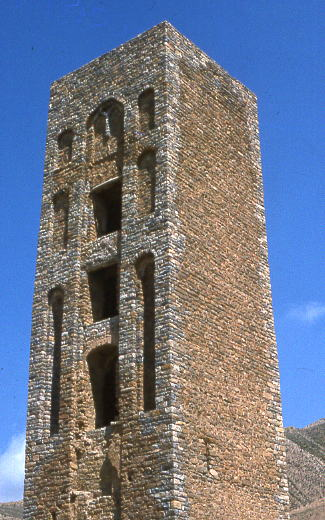
Minaret de la grande mosquée de la Qal'a des Beni Hammad

La Qalʽa des Banī Ḥammād est fondée en 1007 pour devenir la capitale du royaume berbère des Hammadides. C'est la première ville du Maghreb central notoirement connue pour son rôle de métropole après la conquête arabe. Elle fut bâtie autour de la Qalʽa al-Hiğāra ; forteresse qui abritait l’oratoire du calife fatimide.
La ville va devenir un des centres culturels et scientifiques les plus dynamiques du Maghreb central vers le XIe siècle et XIIe siècle. La ville prend une place de « relais » dans la transmission des savoirs ; son essor se situe après le déclin de Kairouan et avant la fondation de Béjaïa.
Ibn Nahwī (mort en 1119) a un rôle précurseur dans la tradition d'enseignement de la Qalʽa des Banī Ḥammād. Cette tradition savante de la Qal'a aura une influence sur le développement des mathématiques à Béjaïa. L'œuvre du Bougiote Ibn Ḥammād (mort vers 1230), participe à la formation d'un « groupe de la Qalʽa », reprenant la méthodologie originale du mathématicien al-Manṣūr al-Qalʽī dans son ouvrage Nihāyat al-qurb, traitant des mathématiques appliquées aux héritages (appelé communément « science des héritages »).
La Qalʽa comporte une tradition juridique : entre le XIe siècle et le XIIe siècle une cinquantaine de spécialistes sont recensés. La ville profite également dans une large mesure de l'exode des savants de Kairouan à l'instar de Ibn Ṣābūnī. La place de cette discipline est centrale dans le milieu savant ; le fiqh malikite enseigné est ainsi quasiment nécessaire dans la formation des élites savantes. 
La figure d'Ibn Nahwi est représentative de cette époque. Natif de Tozeur et ayant été en partie formé à Kairouan, il est imprégné de la pensée de Al-Ghazâlî et s'installe à la Qal'a où il se perfectionne et mène une carrière de poète et de savant dans diverses disciplines. Dans la grande Mosquée il enseigna spéculation (kalām), la science des fondements (uṣūl) et le droit (fiqh). À partir de cette mosquée il diffuse son œuvre majeure, al-Munfariğa, un illustre poème du soufisme médiéval.
Les mathématiques sont également une science en essor dans la Qal'a. Concernant Ibn Nahwi, d'après son élève al-Šaqrāṭīṣī on sait qu'il connaissait des éléments de géométrie et l’arithmétique grecque (notamment les éléments d’Euclide). Les liens entre Qal'a et Kairouan, laissent penser que les connaissances de cette dernière et de l'orient étaient connues dans la Qal'a. Les travaux de al-Kindī, de al-Huwarī, de Abū al-Mağd, de ʽAţiyya (auteur du Maqāla fī-l-darb wa-l-qisma) et bien sûr à Ibn Abī al-Riğāl (connu sous le nom de Albohazen) se diffusent à la Qal'a.
L'importance scientifique de la Qal'a est illustrée par l'émergence de figures locales comme le savant berbère Ibn Hammad, né à Souq Hamza en 1150. Il effectue son enseignement sous la direction de ʽAlī b. Muḥammad b. ʽAbd al-Raḥmān al-Tamīmī, un des maîtres de la ville. Un autre savant, Al-Manşūr al-Qal‘ī est considéré comme « le premier maillon important de la tradition mathématique maghrébine » de par son ouvrage majeur : Kitāb al-bayān wa al-tidhkār. Si la pensée maghrébine des mathématique est mieux cernée à partir de la période de l'« école de Marrakech » (Ibn al Banna, XIIIe siècle), les premiers indices de cet enseignement sont à chercher au XIe siècle, période d'essor intellectuel de la Qal'a.
La ville partage son rôle politique de premier plan avec Béjaïa la nouvelle capitale hammadide, au XIIe siècle, elle demeure un centre politico-culturel important jusqu'au règne de prince Yaḥyā b. al-ʽAzīz qui tranche définitivement pour l'implantation de sa capitale à Bejaïa. Les élites de la Qal'a migrent alors à Béjaïa et y forment un groupe important.

### Béjaïa

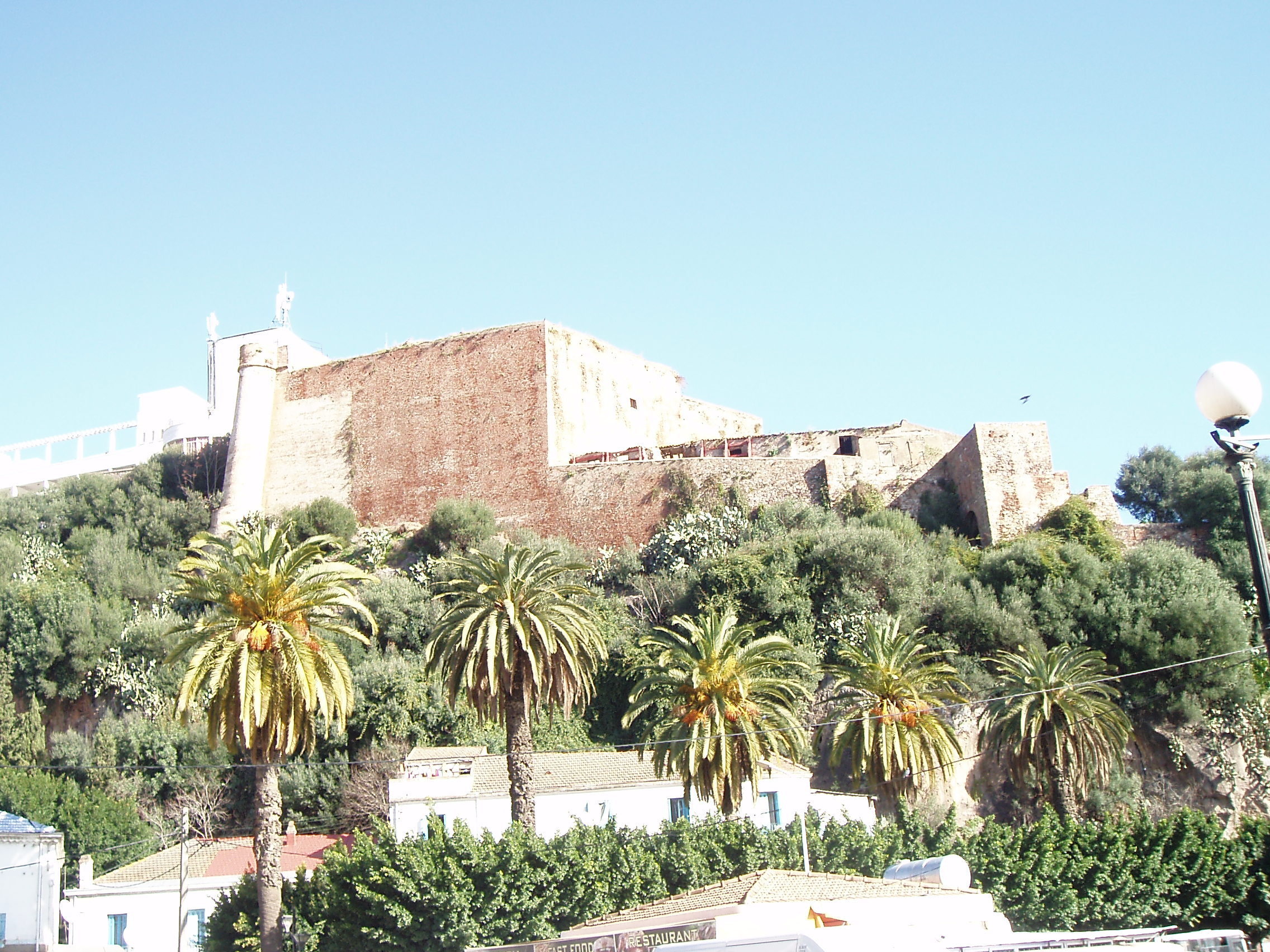
Vue de la casbah de Béjaïa ; Ibn Khaldoun délivra son enseignement au sein de sa mosquée.

Au début du Moyen Âge, la ville de Béjaïa n'est qu'une modeste bourgade, vestige de l'antique Saldae. Elle est à peine mentionnée comme un port, reléguée en arrière-plan par l'importance d'autres villes côtières comme Annaba, centre économique majeur de l'époque. Cependant elle prend progressivement de l'importance comme port débouché de la Qal'a des Béni Hammad (première capitale de la dynastie berbère des hammadides) au Xe siècle.
Les chroniqueurs rapportent déjà l'activité culturelle notoire de la cité. Plusieurs savants y résident dont un certain Abū‘Abd Allāh b. ‘Ubayd Allāh b. al-Walīd al-Ma’īṭī al-Madanī, expulsé par le prince de Dénia en 1014. Cette animation culturelle de la ville dès le Xe siècle est liée à ses contacts avec les ports andalous, et dans l'arrière-pays avec la Qal'a des Béni Hammad.
Les Hammadides vont en faire leur capitale au XIe siècle, la ville va prendre le statut de port méditerranéen rayonnant et protégé des incursions des arabes hilaliens par son arrière-pays montagneux. Cette période de l'histoire de la ville en constitue l'âge d'or : elle est alors à la tête de l'État hammadide qui contrôle à son apogée la plus grande partie du Maghreb central entre 1014 et 1152.

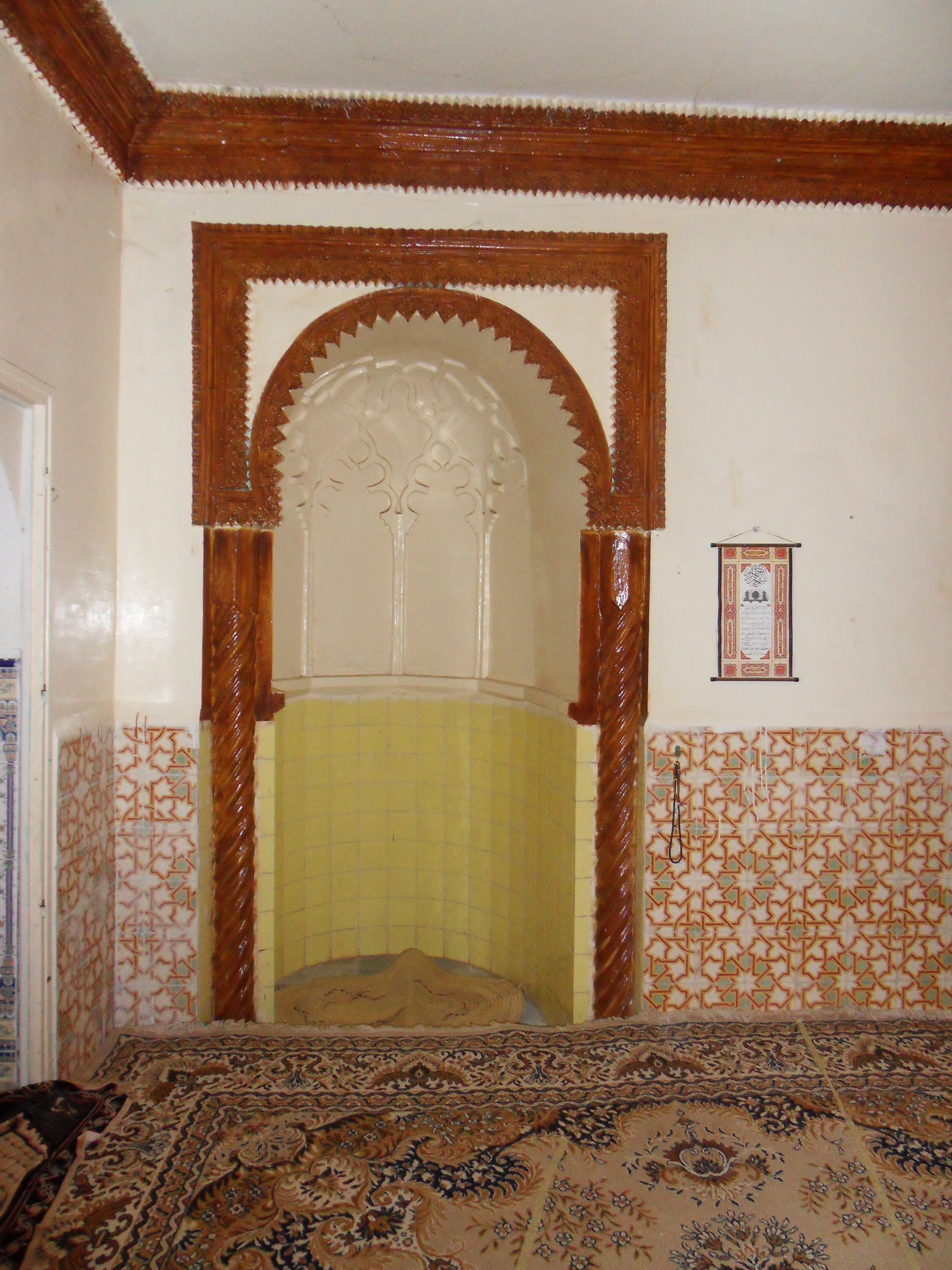
Mirhab de la mosquée d'Ibn Toumert à Oued Ghir (environs de Béjaïa).

La ville devient un centre politique majeur et, fait original, une capitale littorale tournée vers la mer. Elle occupe une place stratégique, Ibn Tumart y rencontre Abd al-Mu’min, et son compagnon al-Baydaq y décrit « une ville riche et prospère ». La ville est alors cosmopolite et mêle Arabes, Kabyles, Andalous, Chrétiens et Juifs ; elle accueille des voyageurs de tout le monde musulman. La communauté chrétienne est présente au point que le pape Grégoire VII envoie un évêque à la demande du souverain hammadide . Une culture andalouse se mêle à l'inspiration orientale traditionnelle, les sciences profanes se développent comme les sciences sacrées. Contrairement à la Qal'a dans l'arrière-pays, elle fait figure de ville culturelle et « moderne » pour son époque ; une « cité berbère vivant à l'orientale ». 
Les divers érudits viennent compléter leur formation dans la ville comme au Caire, à Tunis ou à Tlemcen. Des centaines d'étudiants, dont certains d'origine européenne se pressent alors dans les écoles, les mosquées où enseignent les théologiens, juristes, philosophes et savants. Les principaux lieux de savoirs sont la Grande Mosquée, Madinat al-`Ilm (la Cité des Sciences), la Khizana Sultaniya, l’institut Sidi Touati. Le juriste Al Ghobrini (1246-1314), qadi de la ville, décrit les savants de Béjaïa comme « princes de la science », parmi lesquels Sidi Boumedienne, Abd al-Haq al-Isbili, al-Qurashi et Abu Tamim Ben Gebara. Ces savants se réunissent dans des audiences où il se consultaient sur divers sujets,.

### La Kabylie, une «montagne savante»

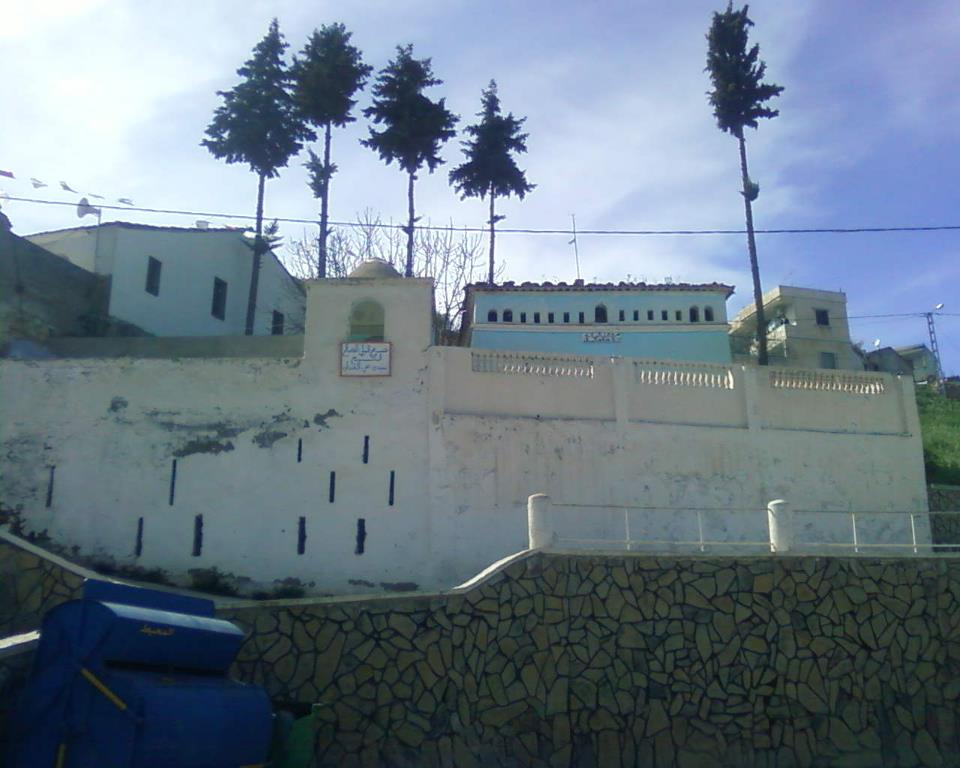
Timaamart de Tamokra fondée au XVe siècle par Sidi Yahia El Aidli.

D'un point de vue scientifique la Kabylie ancienne est décrite comme une montagne savante,,. En effet, outre la ville de Béjaïa, foyer de culture et des sciences médiévales ; elle comporte un réseau de zaouïa et d'institutions culturelles qui quadrillent son territoire. La région comporte alors un grand nombre de lettrés locaux et berbérophones reconnus dans toute l'Afrique du nord.
L’existence de liens à diverses villes (Bejaïa, Dellys, Alger...), les liens à Al Andalus et le repli d'élites durant les périodes de crises vont conduire à un usage répandu de l'écrit dans cette région montagneuse.
Un des premières timaamart est celle de Tamokra, fondée en 1440 par Sidi Yahia El Aidli, un mystique soufi algérien du XVe siècle. Des foyers culturels parmi les plus actifs se situent dans la tribu des Aït Yaâla, où fut découverte la bibliothèque du Cheikh el Mouhoub, datant du XIXe siècle. Elle compile 500 manuscrits sur divers sujets : fiqh, adab, astronomie, mathématiques, botanique, médecine, etc.
Au niveau de la tribu des Aït Yaala, les bibliothèques sont désignées en kabyle sous le nom de tarma, mot qui est surement d'origine méditerranéenne (car commun de l'Irak au Pérou pour désigner les bibliothèques) et témoignerait de l'apport de réfugiés andalous ou de lettrés béjaouis, mais aussi du déplacement des lettrés locaux. Ces éléments indiquent que les villages, loin d'être renfermés sur eux-mêmes, sont en lien avec le monde. 
Ces apports et interactions avec les savoir-faire du monde méditerranéen (béjaoui, andalous, juifs, etc.) se retrouvent également dans l'artisanat du Guergour influencé par les figures géométriques (tapis, orfèvrerie...). Cependant loin d'être uniquement un réceptacle du savoir méditerranéen, la montagne kabyle est en interaction avec d'autres régions.
La Kalâa des Beni Abbès surnommée en kabyle « l'qelâa taƐassamt », « Kalâa la merveilleuse », est aussi une cité prestigieuse dans cette région. En effet, la Kalâa et le massif montagneux des Bibans sont également le siège d'un milieu intellectuel actif et capitale d'un royaume local du XVIe au XIXe siècle.
Un autre lieu emblématique du milieu savant de la Kabylie est la timaamart d'Ichellaten — école, institut de Chellata — comportant une bibliothèque dotée d'un important fonds de manuscrits, brûlée pendant la guerre d'Algérie par l'armée coloniale. Une collection particulière du bachagha Ben Ali Cherif fut toutefois confisquée en 1871 à l'Aazib et est conservée jusqu'à nos jours à Aix-en-Provence; d'autres furent dispersés parmi la population. Cette structure est fondée par un astronome au XVIIIe siècle, elle débute par la compilation des divers traités d'astronomie, notamment ceux du mathématicien de Biskra, Al Akhdari, portant sur les calculs calendaires. Elle fut décrite par le géomètre Eugène Dewolf au XIXe siècle lors de sa recherche du manuscrit d'Ibn Hammad (lettré médiéval de Béjaïa).

### Tlemcen
Tout au long du Moyen Âge, Tlemcen va connaitre différentes entreprises de conquêtes dynastiques qui en feront une ville comportant un milieu savant actif. Cependant c'est en devenant la capitale des Zianides en 1235 qu'elle va se positionner comme un pôle majeur. La ville est connue pour ses Madrasas : celle de Sidi Belahcène at-Tenessy (fondée en 1296), des frères Ibn al-Imam (1310), la Médersa Khaldounia (1347), la Médersa Tachfinia (1320) et la Médersa Ya`koubiyya.
Un des cheikhs les plus illustres est Ibrahim at-Tlemcani (1212 – 1292), auteur d'un traité célèbre : Urjuza fi `Ilm al-Fara’id (« Traité en science des héritages »), mêlant les règles d'héritages aux calculs fractionnaires. Ses deux fils, un certain Abu Zeid (mort en 1342), considéré comme « le docteur des Malikites à Tlemcen, le savant incomparable » et son cadet un dénommé Abu Mussa (mort en 1348) sont également reconnus sur le plan des sciences religieuses. Al-Maqqary (mort en 1392), avait lui une réputation de « professeur vers qui on accourait de tous les pays ». Sidi Boumedienne, grand mystique et savant de Béjaïa d'origine andalouse, a passé la fin de sa vie à Tlemcen, son mausolée est l'un des principaux sites historiques de la ville.
Les savants de Tlemcen ont joué un grand rôle dans les sciences au niveau de l'occident musulman et dans une moindre mesure du monde. Outre les sciences religieuses et la littérature, ces savants ont apporté des contributions à la médecine, l'astronomie, les mathématiques et la géométrie. Les travaux les plus illustres sont ceux d'El Oqbani, qui introduit les équations dans la probabilité et l'algorithme en algèbre, et explique l'ouvrage El Talkhis de Ibn El Abbes El Benae ainsi que la poésie d'Ibn Yasmine traitant d'algèbre et d'algorithme. D'autres savants vont rythmer la vie scientifique de Tlemcen ; tel Ibn al-Fahhâm qui conçoit la célèbre Mendjana — l'horloge à eau du Mechouar — ou El Habbak qui marque l'astronomie et améliore l'usage de l'astrolabe. Thighri Et-Tilimçani, va développer la médecine et la pharmacie et El Abli rédige une encyclopédie scientifique. Ibn Khaldoun et son frère Yahia passent une partie de leur vie à Tlemcen et décrivent son milieu scientifique ; ils contribuent localement à la sociologie et à l'architecture.

## Les domaines scientifiques

### Mathématique

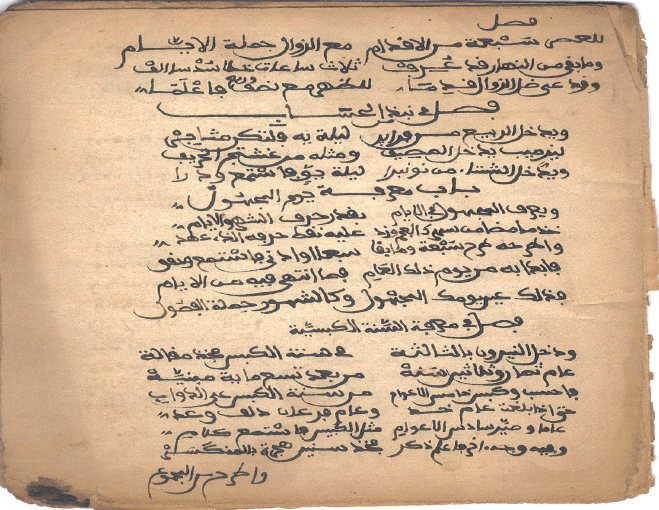
Feuillet des vers poétiques d'Al Akhdari (XVIe siècle) concernant l'astronomie et les mathématiques (copie conservée à la bibliothèque du Cheikh el Mouhoub).

Les connaissances et la tradition scientifique des grands centres de l'orient musulman (Bagdad, Damas...) vont se diffuser au Maghreb, par le biais de l'Al-Andalus omeyyade.
La ville de Béjaïa est un port commercial actif et place culturelle importante du Xe au XVIe siècle. On y délivre alors un enseignement mathématique de haut niveau comme le « cours d'algèbre supérieur » d'al-Qurashi (XIIe siècle). La ville joue un rôle dans le développement des connaissances et leur transmission à travers la Méditerranée. L'état des connaissances de la ville à cette époque est rapporté par l'ouvrage d'Al Ghobrini (1246-1314) qui détaille le champ des connaissances en mathématique qui concernent: 
- les sciences du calcul (al-Mansur al-Qal‘i) ;
- l'algèbre (al-Qurashi) ;
- l'astrologie, les analyses combinatoires (al-Hirrali) et l'astronomie (Abu l'Hassan Ali) ;
- la musique (al-Usuli).

C'est dans ce contexte marqué à la fois par des facteurs sociaux (commerce, prospérité, ouverture de la ville...) et culturels (milieu et grandes figures savantes) favorisants que Fibonacci vient étudier à Béjaïa et réaliser ses travaux qui mèneront à l'élaboration de sa suite. Al-Qurashi est un Andalou d'origine sévillane, il enseigne à Béjaïa l'algèbre et la science des héritages ; ses commentaires restent en vigueur jusqu'au XVIe siècle. Il se base sur les travaux du mathématicien égyptien Abu Kamil (850-930) sur les six équations canoniques. Al-Uqbani (mort en 1408) originaire de Tlemcen, parle des travaux d'al-Qurashi et rapporte qu'ils permettent la résolution de nombreux problèmes : des équations simples et du quatrième degré.

#### L'inspiration de la suite de Fibonacci
C'est dans la ville de Béjaïa, en Algérie, où son père est représentant des marchands de Pise auprès des douanes du port de Béjaïa, que Leonardo Piso, dit Fibonacci va apprendre la numération arabe. C'est également son premier contact avec la tradition mathématique des « Pays d'Islam » et la source d’inspiration de son ouvrage Liber Abaci.
La suite de Fibonacci est décrite comme une réponse, plutôt un modèle mathématique, permettant de calculer les individus d'une population de lapins en croissance. Une autre version voudrait qu'elle soit directement inspirée du milieu des apiculteurs et des marchands de cire d'abeille bougiotes, avec lesquels Fibonacci était en contact ; sans que l'on ne sache si eux-mêmes maîtrisaient cette suite.
Dans son ouvrage la suite apparaît : « 0, 1, 1, 2, 3, 5, 8, 13, 21, 34, 55, 89, 144 », un terme s'obtient par l'addition des deux précédents. En convention mathématique moderne cette suite peut-être écrite : Fn+2 = Fn+1 + Fn ; avec Fn le nombre de couples de lapins au n-ième mois.

#### L'invention probable du logarithme
Ibn Hamza al-Maghribi, un mathématicien algérien, originaire d'Alger, aurait inventé les logarithmes vers 1591 ; soit 23 ans avant l'Écossais John Napier, notoirement connu pour être l'inventeur de la fonction du logarithme népérien. Cette hypothèse repose son ouvrage, rédigé à Constantinople, Tohfat al-a’dad li-dwi al-rusd we-al-sedad, interprété a posteriori dans le monde arabe et ottoman comme jetant les bases de la fonction logarithmique.
En réalité son traité d’arithmétique compare des progressions arithmétique et géométrique, en commençant par le chiffre 1. Il manque de peu de décrire la fonction logarithmique en commençant par le 0. Selon nombre d'historiens analysant ses travaux a posteriori, la corrélation qu'il établit montre qu'il aurait compris la notion de logarithme. Cependant la lecture partielle de la copie de l'un de ses manuscrits à Istanbul, laisse penser à des observations assez superficielles ; les éléments partiels observés ne conduisent pas à affirmer qu'il aurait conceptualisé la notion de logarithme, même si la partie du manuscrit en turc ottoman est encore non exploitée.

### Astronomie

#### La diffusion et la pratique de l'astronomie

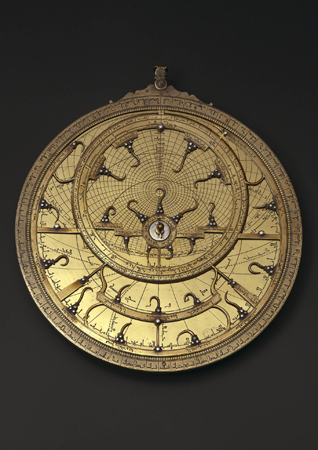
Astrolabe de la grande mosquée d'Alger (XVIIIe siècle).

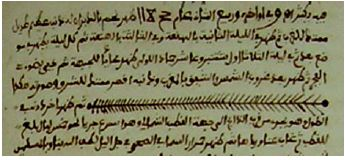
Schéma descriptif de la comète C/1769_P1 par Ash Shallati dans son Ma’lim al Istibs’r (Kabylie, 1778).

Le Maghreb possède une tradition astronomique issue des principaux centres scientifiques. Les savants les plus illustres : Ibn Isḥāq (Tunis, XIIIe siècle), Ibn al-Banna et Abu l’Hassan Ali (Fès et Marrakech, XIVe siècle), Ibn `Azzuz et Ibn Qunfudh (Constantine, XIVe siècle), al Habbaq et as-Sanusi (Tlemcen, XVe siècle) participent à la mise en place d'une tradition locale d'astronomie. La ville littorale de Béjaïa est une ville où les divers astronomes (notamment andalous) viennent travailler, confronter leurs travaux et parfaire leurs observations (notamment Ibn Raqqam, Sidi Boumediene et Raymond Lulle),.
L'astronomie ('Ilm al-Falak) a toujours été prise en compte dans la classification des sciences. Ibn Khaldoun, la rattache aux mathématiques (`Ilm at-Ta`alim). Ibn Khaldoun lui-même possède de solides connaissances en astronomie, il est imprégné par le modèle de Ptolémée et la logique aristotélicienne. Il prend ainsi un référentiel géocentrique. Il admet la sphéricité de la terre, opinion partagée par de nombreux savants de Béjaïa comme Ibn Sabin, et ce, bien avant les travaux de Galilée (1564-1642). Raymond Lulle va s'intéresser également lors de son séjour à Béjaïa à la nature des corps célestes et aux jugements astrologiques.
La tradition astronomique va se perpétuer en Kabylie notamment autour de la timmeemert d'Ichellaten (zaouïa ou plutôt « école, institut » de Chellata). Les auteurs qui font référence en astronomie et dont les travaux sont en circulation sont alors les savants Abi Miqra du Rif (XIVe siècle), Al Susi du Souss (XVIIe siècle) et l'algérien Al Akhdari (XVIe siècle). Ce dernier originaire de Biskra, a vécu de 1512 à 1585 ; il est l'auteur du traité « Nazm al-Siraj fi 'Ilm al-Falak », abordant sous forme de vers poétiques l'astronomie et les mathématiques. Ses travaux furent des ouvrages de référence jusqu'au XXe siècle. Au XVIIIe siècle, l'astronome Ash Shalati issu de la zaouïa de Chellata, rédige son traité Ma’lim al Istibs’r ; un ouvrage rédigé vers 1778 qui révèle les avancées de l'astronomie kabyle. Il y décrit notamment les comètes,.

#### Les tables astronomiques ouzīj
L'ensemble du Maghreb relève de l'école zarqāllienne.  Cette école doit son nom à Ibn al-Zarqālluh célèbre astronome andalou de Tolède du XIe siècle .  Il est inclus dans une équipe de collaborateurs dirigée par un certain Said al Andalousi ; ils rédigeront les Tables de Tolède (Zīj Ṭulayṭula) traduites en latin et qui ont un succès considérable en Europe. Elles s’intéressent, entre autres, aux mouvements du soleil, en réadaptant les travaux de Al-Khwârizmî et de al-Battānī à la position de Tolède. Ces travaux vont être le point de départ de toute une série de « zīj  » (tables) qui vont dominer les travaux scientifiques andalous puis maghrébins, du XIIe au XIVe siècle.
Les principaux postulats de cette école sont :
- les tables de mouvements moyens sont toujours sidérales (dhātī) (non pas tropiques (ṭabī‘ī)) ;
- les paramètres de base se rapprochent pour beaucoup de celles des Tables de Tolède ;
- les longitudes sidérales calculées avec les tables peuvent être converties en longitudes tropiques avec des tables de trépidation dérivées (s'inspirant du troisième modèle de Ibn al-Zarqālluh dans son ouvrage Maqālat al-kawākibal-thābita) ;
- l’obliquité de l’écliptique varie cycliquement (Ibn al-Zarqālluh) ;
- l’apogée solaire se déplace avec une vitesse d’un degré toutes les 279 années solaires. Les opinions d'auteurs varient pour savoir si on doit l'appliquer à toutes les apogées planétaires (Ibnal-Kammād, Ibn al-Hā im, savant anonyme de Hyderabad, Ibnal-Raqqām dans son Shāmil) ou seulement aux apogées de Mercure et Vénus (Ibn al-Bannā et Ibn al-Raqqāmdans le Mustawfī ) ;
- tous ces zījs emploient la correction introduite dans le modèle lunaire de Ptolémée par Ibn al-Zarqālluh : le centre du mouvement moyen de la lune n’est plus le centre de la Terre (selon Ptolémée), mais un point situé sur la ligne droite qui unit le centre de la Terre avec l’apogée solaire. Cependant cette correction est au maximum de 10°24' [29].

C'est Ibn Isḥāq al-tūnisī, savant du XIIIe siècle originaire de Tunis qui importe cette école au Maghreb ; il se base sur les travaux andalous et les observations d'un savant juif sicilien, lequel serait probablement le relais de la tradition andalouse. L'astronomie se structure par des éditions des zīj de Ibn Isḥāq al-tūnisī. À Béjaïa c'est le savant andalous Ibn Raqqam (dont l'activité se développe entre Béjaïa et Tunis) qui représente cette tradition scientifique. Il y compose un ouvrage intitulé al-Zīj al-Shāmil fī tahdhīb al-Kāmil, abrégé en Shamil, vers 1279-1280. Outre une compilation des données des anciens ouvrages il y ajoute des tables, et une soixantaine de chapitres, sur des questions d’astronomie et d’astrologie sphérique.
Il apparaît que le Maghreb central voit naître parallèlement un courant critique à l'égard de l'école zarqāllienne. L'astronome Ibn ‘Azzūz al-Qusanṭīnī de Constantine, dans son al-Zīj al-Muwāfiq rapporte que les observations des positions planétaires effectuées ne s'accordent pas avec celles obtenues par les zīj de Ibn Isḥāq al-tūnisī. Ibn ‘Azzūz grâce à ses observations va corriger ces tables en 1345. Cependant d'autres auteurs critiquent le fondement même de ces théories, ils mettent en cause chez les disciples de al-Zarqālluh :
- les théories sur la trépidation des équinoxes ;
- mais également le caractère cyclique des augmentations et diminutions de l’angle formé par l’équateur et l’écliptique.

Ces considérations font que la valeur maximale de 10°, prônée par al-Zarqālluh, et Ibn Isḥāq al-tūnisī, est progressivement abandonnée à la lumière des observations pour être augmentée à 12° ou 13°. D'autre part, les zījs de l'orient commencent à circuler au Maghreb. Ils sont en rupture avec l'école andalouse et occidentale zarqāllienne sur plusieurs points : 
- ils emploient positions tropiques (et non pas sidérales) ;
- ils utilisent une précession constante (et non pas variable comme dans les modèles de trépidation) ;
- l’obliquité de l’écliptique ne varie pas cycliquement.

Le manuscrit du Tāj al-azyāj d’Ibn Abīl-Shukr al-Maghribī, compilé à Damas en 1258, est employé à Tlemcen et plus largement dans tout le Maghreb. Venu également d'orient, le Zīj-i Jadīd d’Ulugh Beg (appelé également al-Zij al-Sultani dont un commentaire est conservé aux bibliothèques d'Alger et de Tunis)  va se populariser au Maghreb. L'usage de l'astrologie sidérale (notamment au Maroc, en Algérie et en Tunisie), va perpétuer l'héritage de l'école zarqāllienne au Maghreb, malgré son recul.